# 한양스튜디오
한양스튜디오는 1962년에 영화인 이경순이 서울특별시 중구 예장동 8-33 번지에 설립한 영화녹음실이며 설립당시 상호는 한양녹음실이었으나 1969년에 한양스튜디오로 변경되었다.
한양스튜디오에서 완성한 녹음작품은 총 3500편 내외를 헤아리며, 이것은 1950년에서 1990년까지의 40년간 해마다 제작된 한국영화의 70∼80%를 차지한다.

## 녹음작품
- 연인들 (1975) - 녹음
- 남사당 (영화) (1974)
- 이별 (1973년 영화) (1973)
- 무녀도 (1972) - 녹음
- 팔도졸업생 (1972)
- 분례기 (1971) - 녹음
- 수학여행 (1969) - 녹음
- 이별의 모정 (1969) - 녹음
- 손오공 (1969)
- 내실 (1969) - 녹음
- 상해 임시정부 (1969) - 녹음
- 눈 나리는 밤밤 (1969) - 녹음
- 서울야화 (1969) - 녹음
- 잘돼갑니다(경무대 비화 잘돼갑니다) (1968) - 녹음
- 폭풍의 사나이 (1968) - 녹음
- 나무들 비탈에 서다 (1968) - 녹음
- 악몽 (1968) - 녹음
- 카인의 후예 (영화) (1968) - 녹음
- 여(女) (1968) - 녹음
- 창공에 산다 (1968) - 녹음
- 남정임 여군에 가다 (1968) - 녹음
- 몽땅 드릴까요(토끼와 포수) (1968) - 녹음
- 화산댁 (1968) - 녹음
- 상사초 (1968) - 녹음
- 황혼의 부르스 (1968) - 녹음
- 막차로 온 손님들 (1967) - 녹음
- 서울아줌마 (1967) - 녹음
- 애수 (1967) - 녹음
- 일본천황과 폭탄의사 (1967) - 녹음
- 안개 (1967) - 녹음
- 젯트부인 (1967) - 녹음
- 하얀 까마귀 (1967) - 녹음
- 서울은 만원이다 (1967)
- 계모 (1967)
- 산불 (1967) - 녹음
- 문정왕후 (1967) - 녹음
- 하숙생 (1966) - 녹음
- 태양은 다시 뜬다 (1966) - 녹음
- 초연 (1966) - 녹음
- 남북천리 (1966) - 녹음
- 죽은 자와 산 자 (1966) - 녹음
- 비밀정보 팔십팔번지 (1966) - 녹음
- 예라이샹(夜來香) (1966) - 녹음
- 망향 (1966)
- 워커힐에서 만납시다 (1966) - 녹음
- 나운규 일생 (1966) - 녹음
- 제삼부두 영번지 (1966) - 녹음
- 살사리 몰랐지(007 폭소판 살사리 몰랐지?) (1966) - 녹음
- 초우 (1966) - 녹음
- 마포사는 황부자 (1965) - 녹음
- 사르빈강에 노을이 진다 (1965) - 녹음
- 산천도 울었다 (1965) - 녹음
- 대석굴암 (1965) - 녹음
- 첫사랑 (1965) - 녹음
- 성난 영웅들 (1965) - 녹음
- 날개부인 (1965) - 녹음
- 살인마 (1965) - 녹음
- 학사주점 (1964) - 녹음
- 쌔드무비 (1964) - 녹음
- 아내는 고백한다 (1964) - 녹음
- 십년세도 (1964)
- 지미는 슬프지 않다 (1963)
- 망부석 (1963) - 녹음
- 또순이(부제:행복의 탄생) (1963) - 녹음
- 복면대군 (1963) - 녹음
- 옹고집 (1963) - 녹음
- 만날 때와 헤어질 때 (1963) - 녹음
- 그 땅의 연인들 (1963) - 녹음
- 진시황제와 만리장성 (1962) - 녹음
- 골목안 풍경 (1962) - 녹음
- 인목대비 (1962) - 녹음
- 이십구세의 어머니 (1962)
- 월급쟁이 (1962) - 녹음
- 왕자 호동 (1962) - 녹음
- 현해탄은 알고 있다 (1961) - 녹음
- 격류 (1961) - 녹음
- 언니는 말괄량이 (1961) - 녹음
- 오발탄 (1961) - 녹음
- 춘향전 (1961) - 녹음
- 사랑의 역사 (1960) - 녹음
- 독립협회와 청년 리승만 (1959) - 녹음
- 그 여자의 죄가 아니다 (1959) - 녹음
- 지옥화 (1958)
- 돈 (1958) - 녹음
- 별아 내 가슴에 (1958) - 녹음
- 어느 여대생의 고백 (1958) - 녹음
- 진리의 밤(眞理의 밤) (1957) - 녹음
- 그 여자의 일생 (1957)
- 무영탑 (1957)
- 시집가는 날 (1956) - 녹음
- 자유부인 (1956) - 녹음
- 숙영낭자전 (1956) - 녹음
- 격퇴(우리는 이렇게 싸웠다) (1956) - 녹음
- 열애 (1955) - 녹음
- 피아골 (1955) - 녹음
- 젊은 그들 (1955) - 녹음
- 물레방아 (1955) - 녹음
- 춘향전 (1955) - 녹음
- 유혹의 거리 (1954) - 녹음
- 애원의 향토 (1954) - 녹음
- 빛나는 건설 (1954) - 녹음
- 애정산맥 (1953) - 녹음
- 최후의 유혹 (1953) - 녹음
- 청춘 (1953)
- 고향의 등불 (1953) - 녹음
- 공포의 밤 (1952) - 녹음
- 악야(惡夜) (1952) - 녹음
- 내가 넘은 삼팔선 (1951) - 녹음